# メイド・イン・L.A.
『メイド・イン・L.A.』 ”L.A. Takedown” は1989年にアメリカNBCで放映されたテレビ映画。監督はマイケル・マン。1995年の映画『ヒート』の原形であることでも知られる。

## ストーリー
早朝のロサンゼルス。
証券取引所から出てきた輸送車が武装強盗に襲撃された。大型のゴミ収集車で体当たりしたあと成形炸薬で装甲板に穴を開け、車内の乗員を燻り出すという手慣れた犯行である。
強盗犯の1人であるウェイングロー（ザンダー・バークレー)は今回限り雇われた助っ人だが、興奮するあまり輸送車の乗員の1人を射殺してしまう。その騒動でチェリト(ヴィンセント・グァスタフェッロ)の覆面マスクが外れて顔を見られてしまったため、やむを得ず残りの2人も射殺し逃走した。
現場検証を行なったロサンゼルス警察・強盗殺人課のヴィンセント・ハナ刑事（スコット・プランク)らは、その手口からプロの仕業と断定し捜査を開始する。
その日の夕方、強盗犯らはレストランに集合した。リーダーのパトリック・マクラーレン（アレックス・マッカーサー）は約束通りウェイングローに分け前を手渡すが、失敗をやらかした彼を駐車場に出たところで殺そうとした。しかし一瞬の隙を突いて逃げられてしまった。
数日後、マクラーレンはレストランで隣の席に座っていたイーディ（ローラ・ハリントン）と知り合いたちまち恋に落ちる。息詰まるような日々を過ごす彼にとって束の間の休息であった。一方ハナのほうは捜査に没頭するあまり、妻のリリアン（エリー・プージェ）との関係に亀裂が生じ始めていた。
ハナたちは情報屋から輸送車強盗に関わったと見られるマイケル・チェリトという男を聞き出した。そのチェリトを監視し始めたところ、チェリトの側にいるグループのリーダーと思しき正体不明の男（マクラーレン）を確認した。マクラーレンも捜査の手が及んでいることを薄々感じ始めており、人気のないオフィス街に警察を誘き出し、自分たちを追っている刑事の存在を確かめた。
ある日、ショッピングモールのクリーニング店から出てきたハナは、偶然にも車から降りてきたマクラーレンと顔を合わせた。咄嗟に拳銃に手をかける二人。だが、ハナは「一緒にコーヒーでもどうだ？」とマクラーレンに声をかけるのだった。

## 作品概要
『メイド・イン・L.A.』が製作される10年前の1979年頃、映画監督・プロデューサーのマイケル・マンは、ロサンゼルス警察・強盗殺人課の刑事を主人公とする180ページに渡る警察ドラマの脚本を書いていた。『ザ・クラッカー/真夜中のアウトロー』(1981)を撮り終えたあとこれを映画化しようと友人のウォルター・ヒル監督に相談したが断られてしまう。
その後マンは1984年から5年間に渡ってNBCで放送されたテレビシリーズ「特捜刑事マイアミ・バイス」で成功をおさめ、シリーズが終了する1989年頃に再びNBCから警察や犯罪が主題のテレビドラマの製作を依頼された。そこで急きょ、かつて映画化が実現出来なかった警察ドラマの脚本を使用し、180ページあった脚本を約半分に縮小して2時間ドラマ用の台本を書き上げた。撮影期間は19日間、編集その他の作業（ポストプロダクション）に10日間という驚異的なスピードで『メイド・イン・L.A.』が完成した。
『メイド・イン・L.A.』は1989年8月27日21時からNBCテレビで放映された。映画評論家らの評価は否定的な意見こそないものの、演出や登場人物の設定に現実味がない、ファッション性を重視しすぎているなど、さほど高い評価は得られていない。
NBCはテレビシリーズの制作も検討しており、その条件としてあまり評判の良くなかった主演のスコット・プランクを他の俳優に交替しようとしたが、マイケル・マンはこの条件を受け入れずシリーズ化には至らなかった。
カルトな人気が高いマイケル・マン作品の中でも本作は特に隠れた存在になっている。

## 構想
脚本を書き直すにあたって、マンは元警察官のチャック・アダムソンから主人公ヴィンセント・ハナ刑事の着想を得ている。
チャック・アダムソンはシカゴ市警察の警察官から映画界に転向し、「ザ・クラッカー/真夜中のアウトロー」の脚本および技術的アドバイザーとして関わったことをきっかけにマンと友人になった。その後もテレビの「特捜刑事マイアミ・バイス」や「クライム・ストーリー」などで共に仕事をしながら、警察での体験談をたびたび聞かされていた。
中でも1963年にニール・マッコーリーという連続強盗犯とコーヒーショップで静かに語り合ったという話しは、マンの創作意欲を大いに刺激した。
アダムソンらはマッコーリーを監視していたが、あるときショッピングモールで偶然顔を合わせたとき、彼をコーヒーショップに誘った。アダムソンは長く監視を続けるうちに自分とニールを重ね合わせ共通点を感じるようになっていた。多額の投資をしながらその資金を回収するには綿密な計画が必要で、財産はおろか命を失うリスクも付き纏う。十分な頭脳と知性を持ち合わせていなければ出来ないことであり、敵対すべき犯罪者に尊敬の念すら抱いたという。この、刑事と犯罪者の間に生まれた友情にも似た関係が物語の軸となった。
ドラマ化にあたってはほとんどの部分が脚色されておりニール・マッコーリーの名前はパトリック・マクラーレンに置き換えられたが、コーヒーショップの会話はかなり忠実に再現したという。
実在のニール・マッコーリーは、1964年に警察の監視に気付かぬまま仲間3名とスーパーマーケットを襲ったが包囲され銃撃戦に発展、ニールはアダムソンによって射殺された。
また、深夜の金庫破りを監視中に警官の一人が物音を立てて気付かれてしまうシーンも、実際にあった出来事に基づいている。

## キャスト
| 役名                         | 俳優                           | 役柄                  | 「ヒート」での配役 （ ）は役名                                    |
| ---------------------------- | ------------------------------ | --------------------- | ----------------------------------------------------------------- |
| ヴィンセント・ハナ           | スコット・プランク             | 強盗殺人課の刑事      | アル・パチーノ                                                    |
| パトリック・マクラーレン     | アレックス・マッカーサー       | 強盗犯のリーダー      | ロバート・デ・ニーロ（ニール・マッコーリー）                      |
| マイケル・チェリト           | ヴィンセント・グァスタフェッロ | 強盗犯                | トム・サイズモア                                                  |
| クリス・シへリス             | ピーター・ドブソン             | 強盗犯                | ヴァル・キルマー                                                  |
| ウェイングロー               | ザンダー・バークレー           | 強盗犯の助っ人        | ケヴィン・ゲイジ                                                  |
| ムスタファ・ジャクソン       | クラレンス・ギルヤード         | 逃走車の運転手        | デニス・ヘイスバート(ドナルド・ブリーデン)                        |
| マイク・ボスコ               | マイケル・ルーカー             | 刑事                  | テッド・レヴィン                                                  |
| ダニー・アリアーガ           | ヴィクター・リヴァース         | 刑事                  | ミケルティ・ウィリアムソン（ドラッカー）                          |
| ロビー（ボビー）・シュワルツ | ダニエル・ボールドウィン       | 刑事                  | ジェリー・トリンブル                                              |
| ルー・カサルス               | リチャード・チェイヴス         | 刑事                  | ウェス・ステュディ                                                |
| リリアン・ハナ               | エリー・プージェ               | V・ハナの妻           | ダイアン・ヴェノーラ（ジャスティン・ハナ）                        |
| イーディ                     | ローラ・ハリントン             | P・マクラーレンの恋人 | エネミー・ブレネマン                                              |
| ハリー・ディーター           | R・D・コール                   | LAPDの同僚の刑事      | ダン・マーティン （カサルス刑事に強盗のタレコミを伝える黒人刑事） |
| ヒュー・ベニー               | ケイリー＝ヒロユキ・タガワ     | マネーロンダラー      | ヘンリー・ロリンズ ウィリアム・フィクナー（バン・ザント）と重複   |
| トウナー                     | エメット・グレナン             | マクラーレンの仲間    | ダニー・トレホ (トレヨ)                                           |
| ネイト                       | ロバート・ウィンレイ           | マクラーレンの元締め  | ジョン・ヴォイト                                                  |
| ハーヴェイ・トレナ           | ジュアン・フェルナンデス       | 情報屋                | リッキー・ハリス（アルバート・トレナ）                            |
| ラオウル・トレナ             | ダニエル・ヴィラレアル         | ハーヴェイの兄        | トーン・ロック（リチャード・トレナ）                              |
| ジョー・コスマノ             | ジョン・サントゥッチ           |                       |                                                                   |
| ジミー                       | サム・J・ジョーンズ            | リリアンを誘う若者    | ー                                                                |

## 使用する銃器
- SIG SAUER P226 ニッケルメッキモデル：ヴィンセント・ハナ刑事
- スミス&ウェッソンM659 ステンレスモデル：パトリック・マクラーレン
- コルトM1911A1 ステンレスモデル：ウェイングロー
- フランキ・スパス15：ロビー・シュワルツ → ヴィンセント・ハナ刑事
- モスバーグ590：クリス・シヘリス
- ベネリM1スーペル90：アリアーガ刑事
- レミントンM870：ウェイングロー
- H&K MP5K：マクラーレン、クリス、チェリト
- CAR-15：アリアーガ刑事

## 逸話
- ヴィンセント・ハナ刑事のモデルとなった元警察官のチャック・アダムソンはテレビシリーズ「特捜刑事マイアミ・バイス」で6エピソードの脚本を担当した。その中のシーズン3・第19話「流血!死の捜査令状」”Red Tape”は本作主演のスコット・プランクが汚職刑事役でゲスト出演している。
- ネイトのキャラクターは犯罪者から映画界に進出したエドワード・バンカーをモデルにしている。バンカーは「ストレートタイム」(1978)で脚本を手掛けたマイケル・マンのコンサルタントを務めた経緯がある[5]。
- 強盗犯のパトリック・マクラーレンは、リメイク版「ヒート」ではニール・マッコーリーに変えられている。
- ウェイングローという名前は実在する犯罪者から拝借した。本物のウェイングローはシカゴマフィアの悪事を密告したあと消息不明になり、その後メキシコ北部の小屋で張付けにされた遺体が見つかった[6]。
- 本作でウェイングローを演じたザンダー・バークレーは、「ヒート」でビンセント・ハナ刑事の妻の浮気相手として出演している。
- ウェイングローが宿泊するホテルの外観は「ダイ・ハード」のナカトミビルでお馴染みのフォックス・プラザ。

## 『ヒート』1995年のリメイク
マイケル・マンは「ラスト・オブ・モヒカン」(1992)に続く監督作品として、ジェームズ・ディーンの伝記映画を計画していた。レオナルド・ディカプリオ主演でワーナー・ブラザーズと契約まで交わしていたが進展がないため監督を下り、これを機に自身が作った『メイド・イン・L.A.』を劇場用長編映画としてリメイクすることにした。製作費6千万ドル、撮影期間6ヶ月とプリプロダクションに4ヶ月、上映時間は本作の2倍近くに及ぶ「ヒート」はマイケル・マン監督の集大成と言える作品となった。
オリジナルとリメイクがたびたび比較されることに対し、マンは『インスタントコーヒーとブルーマウンテンブレンドを飲み比べるようなものだ』と言っている。